# B. B. King Wails
| Recensione | Giudizio |
| ---------- | -------- |
| AllMusic   | [ 1 ]    |

B.B. King Wails è il terzo album di B.B. King ed è stato pubblicato nel giugno del 1959. Il disco non contiene hit o brani particolarmente famosi, nonostante la traccia "The Woman I Love" sia diventata una piccola hit dopo essere stata rifatta diversi anni dopo. L'influenza del jazz della big band è piuttosto prominente, con sax e trombe che suonano molte parti dell'arrangiamento. Il blues "I've Got Papers on You Baby" e la ballad "The Fool" virano quasi più verso il jazz che verso il blues grazie ai fiati molto presenti. 

Nel 2003 è stata pubblicata una nuova versione dell'album contenente 8 nuove tracce.

## Tracce
Lato A
1. Sweet Thing – 2:53 (B. B. King, Joe Josea) – Registrato nell'aprile del 1959 a Los Angeles, California
2. I've Got Papers on You Baby – 2:20 (B. B. King, Jules Taub) – Registrato nell'aprile del 1959 a Los Angeles, California
3. Tomorrow Is Another Day – 2:53 (B. B. King, Sam Ling) – Registrato nell'aprile del 1959 a Los Angeles, California
4. Come by Here – 2:14 (B. B. King, Jules Taub) – Registrato nel 1959 a Los Angeles, California
5. The Fool – 2:38 (Maxwell Davis) – Registrato nel 1959 a Los Angeles, California

Lato B
1. I Love You So – 2:51 (B. B. King, Sam Ling) – Registrato nel febbraio del 1959 a Los Angeles, California
2. The Woman I Love – 3:00 (Peter J. Clayton) – Registrato nel 1959 a Los Angeles, California
3. We Can't Make It – 2:37 (B. B. King, Joe Josea) – Registrato nell'aprile del 1959 a Los Angeles, California
4. Treat Me Right – 2:20 (B. B. King, Sam Ling) – Registrato nel febbraio del 1959 a Los Angeles, California
5. Time to Say Goodbye – 2:06 (B. B. King, Sam Ling) – Registrato nel febbraio del 1959 a Los Angeles, California

Edizione CD del 2003, pubblicato dalla Ace Records (CDCHM 882)
1. Sweet Thing – 2:53 (B. B. King, Joe Josea)
2. I've Got Papers on You Baby – 2:20 (B. B. King, Jules Taub)
3. Tomorrow Is Another Day – 2:53 (B. B. King, Sam Ling)
4. Come by Here – 2:14 (B. B. King, Jules Taub)
5. The Fool – 2:38 (Maxwell Davis)
6. I Love You So – 2:51 (B. B. King, Sam Ling)
7. The Woman I Love – 3:00 (Peter J. Clayton)
8. We Can't Make It – 2:37 (B. B. King, Joe Josea)
9. Treat Me Right – 2:20 (B. B. King, Sam Ling)
10. Time to Say Goodbye – 2:06 (B. B. King, Sam Ling)
11. You've Been an Angel – 2:55 – Bonus Track - Previously Unissued Modern Recording Take 2 (2003)
12. Yesterday – 2:54 – Bonus Track - Previously Unissued Modern Recording (2003)
13. My Silent Prayer – 3:48 (B. B. King) – Bonus Track - Kent KST 539 (1970)
14. I Stay in the Mood – 2:30 (B. B. King, Joe Josea) – Bonus Track - Kent 450 (1966)
15. Why I Sing the Blues – 2:49 (B. B. King, Dave Clark) – Bonus Track - Previously Unissued Modern Recording Take 4 (2003)
16. Trouble in Mind – 2:36 (Richard M. Jones) – Bonus Track - Kent 389 (1963)
17. Everyday I Have the Blues (Registrato il 3 aprile 1959 a Los Angeles, California) – 5:04 (Peter Chatman) – Bonus Track - Kent 327, Crown CLP 5171 (1959), con la The Count Basie Orchestra
18. Yes, Indeed! (Registrato nel 1960) – 3:22 (Sy Oliver) – Bonus Track - Crown CL 5176 (1960), con la The Tommy Dorsey Orchestra

- Brani #11 e #12: registrati nell'agosto 1958 a Houston, Texas
- Brano #13: registrato nel 1959 o 1960 a Los Angeles, California
- Brano #14: registrato nel 1956 a Los Angeles, California
- Brano #15: registrato il 25 febbraio 1956 a Los Angeles, California
- Brano #16: registrato il 19 novembre 1955 a Los Angeles, California
- Brano #17: registrato il 24 marzo 1959 a Los Angeles, California
- Brano #18: registrato nel gennaio 1959 a Los Angeles, California[6]

## Musicisti
Sweet Things / I've Got Papers on You Baby / Tomorrow Is Another Day / We Can't Make It / Treat Me Right
- B.B. King - voce, chitarra
- Milliard Lee - pianoforte
- Sonny Freeman - batteria
- Marshall York - contrabbasso
- Kenneth Sands - tromba
- Henry Boozier - tromba
- Pluma Davis - trombone
- Johnny Board - sassofono tenore
- Barney Hubert - sassofono baritono
- Lawrence Burdine - sax alto

Come by Here / The Fool / The Woman I Love
- B.B. King - voce, chitarra
- Milliard Lee - pianoforte
- Ted Curry - batteria
- Sonny Freeman - batteria
- Marshall York - contrabbasso
- Henry Boozier - tromba
- Hobart Dotson - tromba
- Kenneth Sands - tromba
- Pluma Davis - trombone
- Johnny Board - sassofono tenore
- Barney Hubert - sassofono baritono
- Lawrence Burdine - sax alto

I Love You So / Time to Say Goodbye
- B.B. King - voce, chitarra
- Altri musicisti sconosciuti[6]

Everyday I Have the Blues
- B.B. King - voce, chitarra

The Count Basie Orchestra:
- Milt Raskin - pianoforte
- Herman Mitchell - chitarra
- Sonny Payne - batteria
- Eddie Jones - contrabbasso
- Joe Newman - tromba
- Snooky Young - tromba
- John Anderson - tromba
- Pete Candoli - tromba
- Henry Coker - trombone
- Dick Noel - trombone
- Tommy Peterson - trombone
- Frank Foster - sassofono tenore
- Frank Wess - sassofono tenore
- Charlie Fowlkes - sassofono baritono
- Marshall Royal - sax alto
- Jewell Grant - sax alto

Yes Indeed!
- B. B. King - voce, chitarra

(Membri della The Tommy Dorsey Orchestra):
- Allan Reuss - chitarra
- Max Bennett - contrabbasso[7]
- Ray Linn - tromba
- Babe Russin - sax
- Chuck Gentry - sax
- Dave Pell - sax
- Jewell Grant - sax
- Rickie Page - cori